# Festival du film de Mill Valley
Le Festival du film de Mill Valley (Mill Valley Film Festival, MVFF) est un festival du film américain annuel fondé en 1977 et qui se tient à Mill Valley, en Californie (États-Unis). 

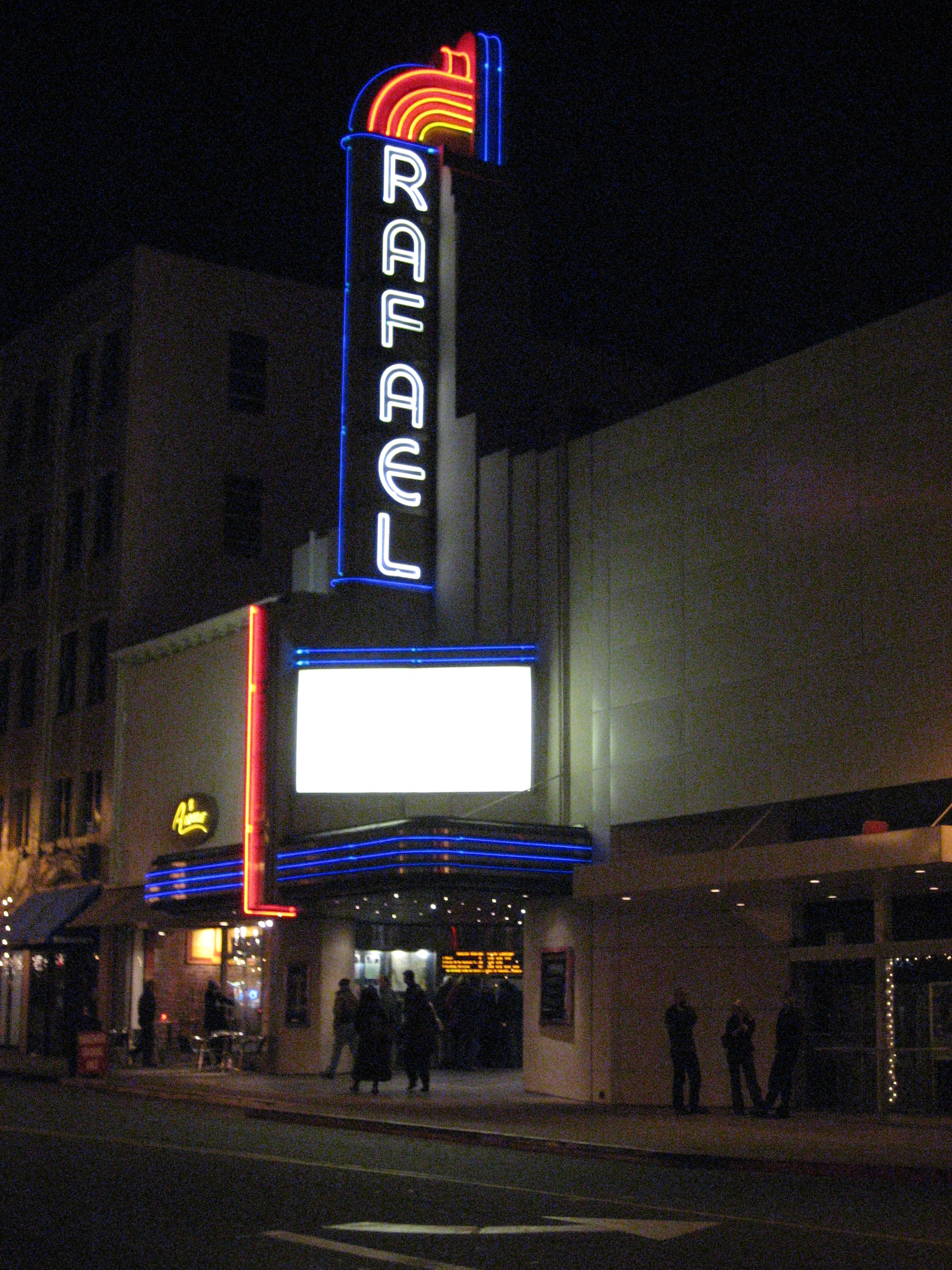
Le Rafael Film Center, un des lieux du Mill Valley Film Festival.

## Histoire
En octobre 1977, Mark Fishkin et ses camarades cinéphiles Rita Cahill et Lois Cole organisent un festival du film de trois jours qui présente trois hommages cinématographiques, The Rain People de Francis Ford Coppola et Filmmaker de George Lucas. 
Le premier festival officiel a eu lieu en août 1978.   

## À propos du festival
La région de la baie de San Francisco continue d'être un marché important pour le cinéma indépendant et international, et MVFF fournit un forum pour présenter de nouveaux films au public de la côte ouest.  
Au cours de ses près de quarante ans d'histoire, MVFF a attiré nombre de talents, dont Robin Williams, Jim Jarmusch, Kevin Smith, Jon Voight, Roberto Benigni, Alfre Woodard, Gael García Bernal, Helen Mirren, Steve McQueen, Annette Bening, Glenn Close, James Franco, Edward James Olmos, Jared Leto, Lili Taylor, Mike Leigh, Ben Stiller, Carey Mulligan, Mira Nair, Dustin Hoffman, Geoffrey Rush, Marcel Ophuls, Jane Russell, Les Blank, Barbet Schroeder, James Woods, Sissy Spacek, Jonathan Winters, Robert Altman, Nicholas Ray, Roger Corman, Jeanne Moreau, Karen Black, Barry Levinson, Sarah Silverman, Costa-Gavras, Jan Troell, William H. Macy, Miloš Forman, Dianne Wiest, Edward Norton, Uma Thurman, Alejandro González Iñárritu, Alan Arkin, Amanda Plummer, Darren Aronofsky, Laura Linney, Gena Rowlands, Albert Maysles, Donald Sutherland, John Sayles, Bradley Cooper, Jeff Daniels, Jean-Pierre Jeunet, Helena Bonham Carter, Derek Jacobi, Ismail Merchant, Carroll Baker, Malcolm McDowell, Joan Allen, Dick Cavett, Hilary Swank, Jason Reitman, John Hawkes, Laura Dern, Elle Fanning, Felicity Huffman, Clive Owen, Eddie Redmayne, Forest Whitaker, Tim Robbins, Billy Bob Thornton, Sir Ian McKellen, Woody Harrelson, Harry Dean Stanton, John Walsh (en), Waldo Salt, Jennifer Jason Leigh, Ang Lee, Emma Stone, Ryan Gosling, Todd Haynes, Holly Hunter, Sean Penn, Danny Huston, Joe Wright, Peter Marshall (en), Dee Rees, Greta Gerwig, Margot Robbie, Allison Janney, Richard Linklater, Aaron Sorkin, Simon Curtis, Kristin Scott Thomas, Andrew Garfield, Connie Nielsen, Catherine Hardwicke, Sean Baker, Jason Clarke, Sophie Nélisse, Lou Diamond Phillips et Brie Larson.